# Recensământul populației din 2004 din Transnistria
Recensământul populației din 2004 din Transnistria (în rusă Перепись населения Приднестровской Молдавской Республики 2004 года) a fost efectuat de către autorități transnistrene în perioada 11-18 noiembrie, la o lună după Recensământul populației din Republica Moldova. Acesta a fost organizat întrucât autoritățile separatiste de la Tiraspol au refuzat ca regiunea să participe la recensământul general oficial al Republicii Moldova, din principiu, în baza faptului că regiunea și-a declarat unilateral independența pe 2 septembrie 1990.

## Rezultate
Rezultatele recensământului arată că numărul total al poplației în regiune a fost de 555.347 de persoane – inclusiv municipiul Tighina (Bender), și 450.337 de persoane excluzând municipiul Tighina (Bender). Datele arată o dinamică demografică negativă accentuată față de cele 730 mii persoane la recensământul sovietic din 1989 comparativ cu cei 555.347 de persoane atestate în 2004 se constată o scădere cu 24 % a numărului populației din Transnistria.
| Structira etnică a populației (2004) | Structira etnică a populației (2004) | Structira etnică a populației (2004) | Structira etnică a populației (2004) | Structira etnică a populației (2004) |
| ------------------------------------ | ------------------------------------ | ------------------------------------ | ------------------------------------ | ------------------------------------ |
|                                      |                                      |                                      |                                      |                                      |
| Moldoveni/Români                     | Moldoveni/Români                     |                                      | 31.9%                                | 31.9%                                |
| Ruși                                 | Ruși                                 |                                      | 30.3%                                | 30.3%                                |
| Ucraineni                            | Ucraineni                            |                                      | 28.8%                                | 28.8%                                |
| Bulgari                              | Bulgari                              |                                      | 2%                                   | 2%                                   |
| Polonezi                             | Polonezi                             |                                      | 2%                                   | 2%                                   |
| Găgăuzi                              | Găgăuzi                              |                                      | 1.5%                                 | 1.5%                                 |
| Evrei                                | Evrei                                |                                      | 1.3%                                 | 1.3%                                 |
| Belaruși                             | Belaruși                             |                                      | 1%                                   | 1%                                   |
| Germani transnistreni                | Germani transnistreni                |                                      | 0.6%                                 | 0.6%                                 |
| Alții                                | Alții                                |                                      | 0.5%                                 | 0.5%                                 |